# GJ 1132b
GJ 1132b是一个围绕着红矮星格利泽1132（Gliese 1132）（其体积是太阳的1/5）运行的太阳系外行星，距离地球39光年（12 秒差距）， 科学家认为该行星不适宜生命存活，但足够凉爽。 GJ 1132b是智利MEarth计划的成果之一。
GJ 1132b被称为太阳系外被发现的最重要行星之一，它离地球的距离比任意已知的岩石行星至少近3倍，用望远镜就可以判断出它的大气组成、风速以及日落的颜色。 它的体积比地球大16%左右， 并且是一个类地行星。GJ 1132b绕着它的红矮星格利泽1132旋转一圈需要1.6天，距離母恆星约140万英里。 GJ 1132b受到的恒星辐射是地球的19倍，它的大气层表面温度估计有533 K（260 °C），它本身的温度估计比金星热。不過，它的其中一面可能溫度較低，這是因為它距離母恆星相當近，可能被母恆星潮汐鎖定。但在大多數推測情形下，它擁有濃厚大氣層，可將熱能傳遞到遠處。
2017年4月6日，它被發現擁有大氣層，很可能是被水蒸氣籠罩的水世界。在體積與地球相當的系外行星裡，它是首個被發現擁有大氣層的系外行星。

## 参看
- 红矮星系统适居性（英语：Habitability of red dwarf systems）
- 金星殖民